# Potamogeton intortusifolius
Potamogeton intortusifolius là một loài thực vật có hoa trong họ Potamogetonaceae. Loài này được J.B.He, L.Y.Zhou & H.Q.Wang miêu tả khoa học đầu tiên năm 1988.